# 沃利茨
沃利茨（發音：[ˈvœʁlɪts] ⓘ）是德国萨克森-安哈尔特州维滕贝格县曾经的一个市镇，面积28.05平方千米，2014年12月31日人口为1,430人。2011年1月1日，沃利茨与奥拉宁鲍姆及另外8个市镇合并为新市镇奥拉宁鲍姆-沃利茨。